# Пялли
Пя́лли (эст. Pälli), ранее Пе́лли  (эст. Pelli) — деревня в волости Ляэне-Нигула уезда Ляэнемаа, Эстония.
До реформы местных самоуправлений Эстонии 2017 года входила в состав волости Тарвасту (упразднена).

## География и описание
Расположена у шоссе Таллин—Хаапсалу, в 12 км к востоку от уездного центра — города Хаапсалу. Высота над уровнем моря — 13 метров.
Климат умеренный. Официальный язык — эстонский. Почтовый индекс — 90815.

## Население
По данным переписи населения 2021 года, в Пялли насчитывалось 34 жителя, из них 33 (97,1 %) — эстонцы.
По данным переписи населения 2011 года, в деревне проживали 36 человек, из них 35 (97,2 %) — эстонцы.
Численность населения деревни Пялли по данным переписей населения:
| Год  | 1959 | 1970 | 2000  | 2011 | 2021 |
| ---- | ---- | ---- | ----- | ---- | ---- |
| Чел. | 103  | ↘ 45 | ↗ 123 | ↘ 36 | ↘ 34 |

## История
В письменных источниках 1586 года упоминается Pellj, 1620 года — Pälleby (деревня), 1689 года — Pellen.
В 1977–1997 годах Пялли была частью деревни Вынткюла (эст. Võntküla). В границах современной деревни находится бывшая деревня Копли (в 1970 году упоминается как эст. Kopli I, ликвидирована в 1977 году). Западная часть Пялли — это бывшая деревня Пригулди (эст. Priguldi, нем. Prickholtz; в 1798 году упоминается Bredholt (корчма), в 1844 году — Priggold (корчма), примерно в 1900 году — Брикгольцъ (деревня)).
В советское время Пялли относилась к опорно-показательному колхозу «Сыпрус» (с эст. «Дружба»). В деревне работала Таэблаская 8-классная школа (основана как сельская школа в 1948 году).

Памятник на братской могиле советских воинов, павших во II мировой войне, в Пялли. Демонтирован в 2022 году

В 1950-х годах на находящейся на территории деревни братской могиле воинов Советской армии, павших во Второй мировой войне ( с 1997 до 2022 года), был установлен памятник с надписью «Вечная слава героям, павшим за свободу и независимость нашей Родины 1941—1945» (надпись на другой стороне: «Павшим в Великой Отечественной войне 1941—1945 кпт. В.Н. Киселёв ряд. А.Ю. Игнатьев ряд. Ю.С. Новиков и 23 неизвестных»; в 2008 году была установлена его копия). Рабочая группа по советским памятникам при Госканцелярии Эстонии в своём протоколе от 30 ноября 2022 года признала памятник «красным» монументом, т. е. подлежащим демонтажу. Памятник был демонтирован в 2022 году; останки перезахоронены на кладбище (см. Список советских военных памятников Эстонии).